# Tyler Arnason
Tyler Arnason (nacido el 16 de marzo de 1979  en Oklahoma City, en el estado de Oklahoma) es un jugador estadounidense de hockey sobre hielo que juega en los Colorado Avalanche  de la NHL.

## Carrera

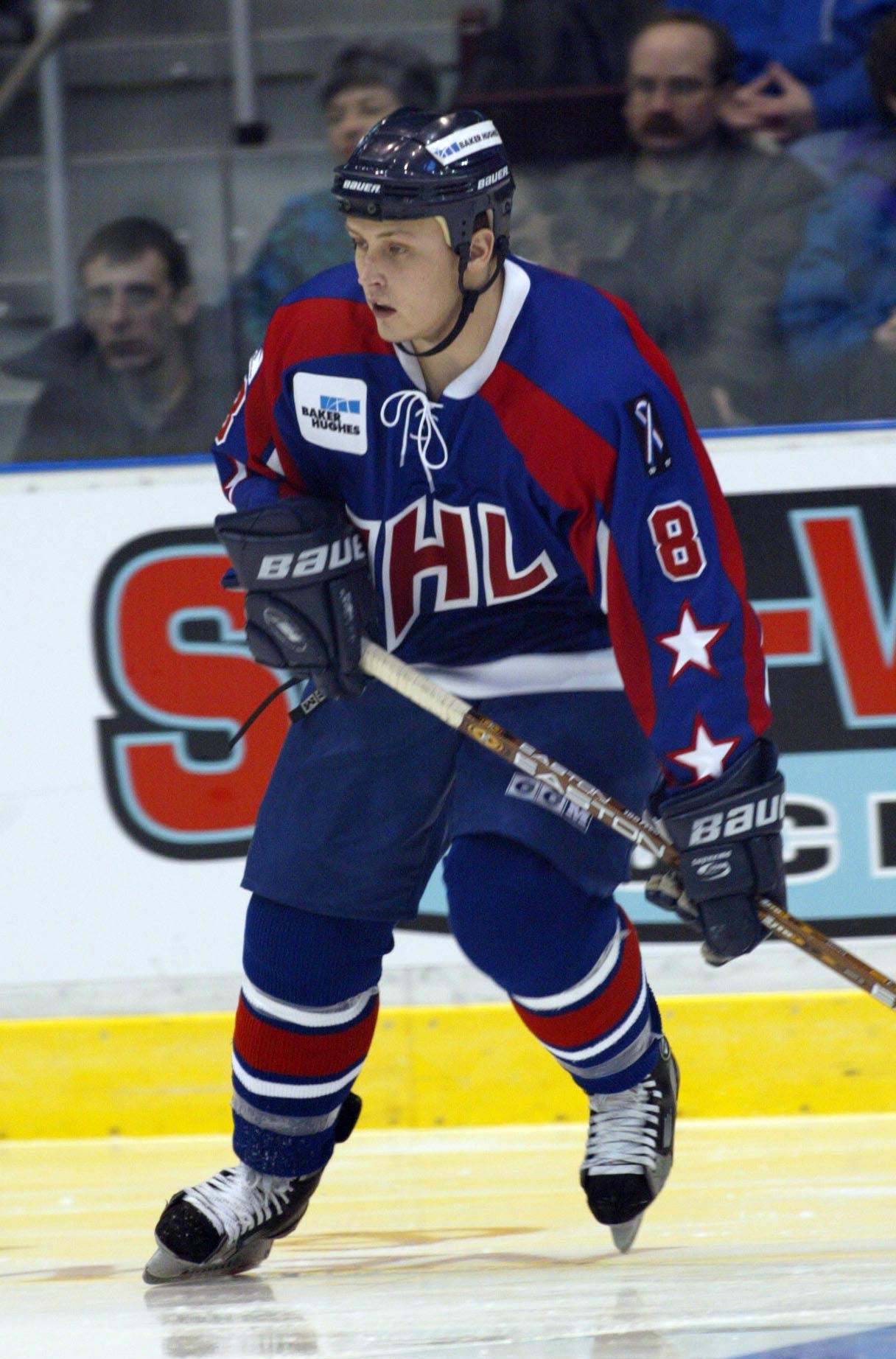
Tyler Arnason en el partido All-Star de 2002

Comenzó su carrera en 1997 con los Fargo-Moorhead Ice Sharks en la USHL. Después pasó 3 años en la liga universitaria con los Huskies de  St. Cloud State. Fue escogido por la 7º ronda del draft de 1998 en la 183ª posición por los Chicago Blackhawks. En 2001 paso a profesionales y entró en la AHL con los Norfolk Admirals. En la temporada 2001-2002 debutó en la NHL con los Chicago Blackhawks. El 9 de marzo de 2006 fue traspasado a los Ottawa Senators. Desde la temporada 2006-2007 juega en los Colorado Avalanche.

## Estadísticas
| 1997-1998   | Fargo-Moorhead Ice Sharks | USHL        | 52  | 37 | 45  | 82  | 16  | 4  | 1 | 1 | 2 | 2 |
| 1998-1999   | St. Cloud                 | NCAA        | 38  | 14 | 17  | 31  | 16  |    |   |   |   |   |
| 1999-2000   | St. Cloud                 | NCAA        | 39  | 19 | 30  | 49  | 18  |    |   |   |   |   |
| 2000-2001   | St. Cloud                 | NCAA        | 41  | 28 | 28  | 56  | 14  |    |   |   |   |   |
| 2001-2002   | Norfolk Admirals          | AHL         | 60  | 26 | 30  | 56  | 42  |    |   |   |   |   |
| 2001-2002   | Chicago Blackhawks        | NHL         | 21  | 3  | 1   | 4   | 4   | 3  | 0 | 0 | 0 | 0 |
| 2002-2003   | Chicago Blackhawks        | NHL         | 82  | 19 | 20  | 39  | 20  |    |   |   |   |   |
| 2003-2004   | Chicago Blackhawks        | NHL         | 82  | 22 | 33  | 55  | 16  |    |   |   |   |   |
| 2004-2005   | Brynäs IF                 | Elitserien  | 4   | 0  | 0   | 0   | 0   |    |   |   |   |   |
| 2005-2006   | Chicago Blackhawks        | NHL         | 60  | 13 | 28  | 41  | 40  |    |   |   |   |   |
| 2005-2006   | Ottawa Senators           | NHL         | 19  | 0  | 4   | 4   | 4   |    |   |   |   |   |
| 2006-2007   | Colorado Avalanche        | NHL         | 82  | 16 | 33  | 49  | 26  |    |   |   |   |   |
| 2007-2008   | Colorado Avalanche        | NHL         | 81  | 6  | 26  | 32  | 26  | 10 | 2 | 3 | 5 | 2 |
| 2008-2009   | Colorado Avalanche        | NHL         | 71  | 5  | 17  | 22  | 14  |    |   |   |   |   |
| Totales NHL | Totales NHL               | Totales NHL | 487 | 88 | 157 | 245 | 140 | 13 | 2 | 3 | 5 | 2 |